# 哈爾濱僑民
哈爾濱僑民指十九世紀末到二十世紀中葉，為了逃避國內的戰爭以及發展國際貿易，而臨時居住在哈爾濱的俄國、猶太、日本、波蘭、朝鮮半島、德國等40個國家的僑民。大部分人認為：這些僑民開創了哈爾濱的城市建設，使哈爾濱成為國際化大都市。

## 歷史原因
哈爾濱地處東北亞的中心，俄羅斯，蒙古，朝鮮半島，日本環繞之中，毗鄰俄羅斯遠東地區，又地处水路松花江畔，在沙俄修建东清铁路后，戰略位置变得十分重要，进而形成了一个特大城市。東歐地區的人，大都是隨著東清鐵路的修築而進入哈爾濱的。其它國家的人，大都是日俄戰爭後，隨著哈尔滨开辟为国际商埠之後，進入哈爾濱的。最早進入哈爾濱的僑民是俄國僑民，並且一直居哈爾濱僑民數量的第一位。從1858年的清俄兩國瑷珲条约條約簽訂開始，就有俄國商人進入黑龍江做生意，最早進入黑龍江的僑民是俄國商人德留金。

## 各國僑民

### 俄國僑民
由於東清鐵路的樞紐在哈爾濱，所以大量的俄國僑民和軍隊是隨著1897年東清鐵路的開工而進入哈爾濱的，1900年俄國商人在哈爾濱開辦了中國大陸的第一家啤酒廠（有上海人认为中国啤酒第一家应该在上海）。1907年俄國軍隊，建造了一座俄國在遠東地區最大的東正教教堂——哈尔滨圣·索菲亚教堂。1917年俄國十月革命後，使得大量被苏维埃政权驱逐的白俄人避難到哈爾濱，中東鐵路管理局為了安置這些難民在哈爾濱建立了两个俄国居民区。這段時期的俄國人高達15萬5千人（未包括俄國在黑龍江的大量駐軍）。1919年由於中華民國國軍擊敗了在黑龍江的白俄軍隊，所以中東鐵路也被中華民國政府收回。因此白俄在哈爾濱的各種權利也被剝奪，所以許多白俄僑民也離開了哈爾濱，前往上海、歐洲、北美。九·一八事变后，1932年日本皇軍進入哈爾濱，此後蘇俄僑民大量減少，在蘇聯把中東鐵路的主權賣給滿洲國後，中東鐵路的大量蘇聯員工和家屬撤退回國，到1940年蘇聯僑民只剩1845人。1954年斯大林逝世後，最後一批蘇聯僑民也離開哈爾濱。只有900多名蘇聯人最終選擇留在了哈爾濱及黑龍江各地，在中國大陸爆發文化大革命期間，更是難以見到蘇聯僑民了。少部分生活在蘇聯遠東地區的女性，因為在第二次世界大戰中，當地的男性數量急剧減少，所以來到滿洲國，與當地人結婚，生子，因些在哈爾濱和中俄邊境地區有一些中俄混血兒，俗稱：二毛子（此名称带有歧视意味，现已不被公开使用）。

### 猶太僑民
數量上位居哈爾濱僑民總數的第二位，最初是隨著俄国人而来的東清铁路建筑工程技术人员，還有因為俄國十月革命，而逃難到哈爾濱的俄國犹太商人。1903年哈尔滨的犹太人成立了“犹太侨民会”，1908年成立了“犹太教会”，1909年建犹太教堂（后又创建新堂），并办起犹太侨民小学。1920年時猶太僑民達到2萬多人，猶太僑民大都在哈爾濱經商，並且开办多项慈善福利事业，如犹太妇女慈善会、犹太免费食堂、失业赤贫救济所以及设立医院等等。哈尔滨犹太人在哈尔滨开展了较早的资本运作：最早的赛马活动、最早的商业贸易、最早的降价促销、最早的食品加工之一。1923年後，猶太僑民的數量就相對減少，因為許多逃難而來的猶太人，在哈爾濱稍作停留後，便去了北美、西歐等地。

### 日本僑民
最早来到哈尔滨的日本侨民是充当東清鐵路的包工，接着则是他们的家属和日本妓女。日俄战争结束后，日本开始对哈尔滨进行大量经济投资，大批日本侨民也随之进入哈尔滨。後來東清铁路苏联员工撤退，完全由日本人接替；由於日本在滿洲國的經濟實力，俄國人創辦的哈爾濱啤酒廠也被日本人掌握。在1943年日本僑民人数達到8.6万余人，日本僑民中還不包括日本關東軍和間諜，1945年，日本軍隊從中國撤出後，日本僑民也都撤回國內了，然而仍然有很多遺華日僑被日本政府遺棄在哈爾濱。

### 德國僑民
德國人來哈爾濱的目的是經商，1901年德国商人与俄国商人在哈尔滨合资开办了啤酒厂，来哈尔滨的德国人逐渐多起来。1903-1905年间，德商相继建立多家啤酒廠。東清铁路所需电料、电器等均由德国西门子洋行供应。1912年德国西门子洋行在哈尔滨设立分行。第一次世界大战爆发後，中華民國政府和德國斷絕外交關係，德国商人也纷纷离去。第一次世界大战结束後，德國人紛紛回到哈爾濱。

## 評價
以色列代總理：艾胡德·奧爾默特到哈爾濱看望祖父的墳墓時曾經講過：“我的父母從哈爾濱開始了他們那一代人的猶太復國之路。在哈爾濱誕生了錫安主義運動的夢想——建立以色列國，這為猶太民族提供一個共同的家園。”，伊斯雷爾·愛潑斯坦認為最重要的一點就是“在哈爾濱的猶太人，從來沒有遭受過當地人的迫害與暴力。”